# Иванова, Татьяна Николаевна (врач)
Татьяна Николаевна Иванова (16 сентября 1926, Гатчина — 26 декабря 2015) — советский и российский терапевт-кардиолог, профессор. Доктор медицинских наук, врач высшей квалификационной категории.

## Биография
Татьяна Иванова родилась в семье врачей; оба её деда также были военными врачами. Семья переехала в Архангельск в 1936 году, а в 1943 году Татьяна, её четыре сестры и брат осиротели. Дети были взяты на воспитание сестрой матери — Марией Пиккель. С 1944 по 1949 год обучалась на лечебном факультете Архангельский государственный медицинский институт (АГМИ), который окончила с отличием, после чего всю дальнейшую профессиональную карьеру провела на кафедре факультетской терапии этого вуза (в 1963—1965 годах — доцент, в 1965—1997 — заведующая кафедрой, с 1997 года — профессор кафедры). В 1962 году в Ленинградском санитарно-гигиеническом институте защитила кандидатскую диссертацию на тему «Клиника атипичных форм инфаркта миокарда и прединфарктных состояний». Спустя 12 лет в НИИ сердечно-сосудистой хирургии им. А. Н. Бакулева ею была защищена докторская диссертация на тему «Клиника и дифференциальная диагностика кардиальных нарушений (болей, аритмий) у больных с шейной корешково-вегетативной патологией». С 1977 года — профессор.
В 1940-е годы Иванова была среди пионеров внедрения электрокардиографии в архангельской медицине. В дальнейшем по её инициативе и при участии сотрудников кафедры факультетской терапии и городской клинической больницы № 1 была создана специализированная тромбоэмболическая бригада, совершавшая выезды на дом к больным. В 1964 году Иванова первой в Архангельске успешно провела электроимпульсную дефибрилляцию пациенту с тахикардией, осложнённой острым инфарктом миокарда; с этого момента ведётся отсчёт развития кардиореанимации в регионе, увенчавшегося созданием при участии самой Ивановой и её учеников единой службы кардиореанимации.
Под руководством Т. Н. Ивановой защищены 2 докторские и 20 кандидатских диссертаций, подготовлены 18 аспирантов и около сотни клинических ординаторов. Согласно опубликованному Северным государственным медицинским университетом некрологу, у неё учились все профессора, доценты и ассистенты кафедры факультетской терапии этого вуза. Иванова — автор и соавтор порядка 150 журналльных статей, 35 учебных пособий и трёх монографий. Ей получены два патента на изобретения и внедрены шесть рационализаторских предложений. В течение 20 лет она возглавляла областное научное общество терапевтов, избиралась в правление Всесоюзного и Всероссийского общества терапевтов.

## Награды и звания
- Орден Октябрьской революции (1986)[2]
- Орден «Знак Почёта» (1981)[2]
- Медаль «Ветеран труда» (1985)[2]
- Звание «Отличник здравоохранения СССР» (1966)[2]
- Звание «Заслуженный врач РСФСР» (1973)[2]
- Медаль Министерства здравоохранения Российской Федерации «За заслуги перед отечественным здравоохранением»[3]
- Орден Михаила Архангела[3]
- Областная награда «Достояние Севера»[1]